# 空色海岸
『空色海岸』（そらいろかいがん）は、山田南平による日本の少女漫画。『別冊花とゆめ』（白泉社）で2006年9月号から2008年11月号まで連載された。単行本は花とゆめコミックスより刊行され、全6巻。2012年には白泉社文庫、全3巻が刊行された。

## あらすじ
海辺の町に住む高校生・桜井朝は、ある日バスで痴漢に遭い、見知らぬ学校関係者に助けて貰う。ところが、その男性が落していったキーホルダーには、思い出の男の子から貰った物と同じメノウがついていた。

## 登場人物
各登場人物の誕生日、血液型はコミック3巻の書き下ろしより。

### 秋谷立石高校
私立「秋谷立石高校（あきやたていし こうこう）」は海岸に面したところにある。2期制。
桜井朝（さくらい とも）
高校1年生。8月27日生まれ。O型。
ある朝、痴漢にあっているところを田中陸に助けられ、好意を抱く。
田中天人の弟子。弟子入りによりビーチ・コーミングが日課になった。
田中天人（たなか てんと）
高校1年生。12月29日生まれ。B型。
田中陸の弟。シーボーンアートが趣味。兄と共に、校舎の屋上で生活している。
田中陸（たなか りく）
校務員。25歳。10月10日生まれ。O型。
田中天人の兄。生徒達から「陸兄（りくにい）」と呼ばれている。
吉岡杏梨（よしおか あんり）
高校1年生。9月7日生まれ。B型。
桜井朝の親友。美少女系。作者の別作品『紅茶王子』の主人公・吉岡奈子と元紅茶王子アッサムの一人娘。
佐伯満（さえき みちる）
高校1年生。留年しているため、高校1年は2回目。
留年してから、不登校がちになっているが、学年主席（期末考査にて）である。田中陸に好意を抱く。
内藤和也（ないとう かずや）
秋谷立石高校1年生。1月23日生まれ。A型。
クラスメイトで唯一、フルネームが明かされている、脇役レギュラー。桜井朝に好意を抱いている。

### その他の登場人物
鈴木幹夫（すずき みきお）
高校1年生。
フリーマーケットに出店している桜井朝と田中天人と出会う。学生ながらシーボーン・アーティストとして評価されている。
桜井恵（さくらい めぐみ）
桜井朝の母親。3月3日生まれ。O型。離婚してシングルマザー。
元お嬢様のため、家事は苦手。家事全般は娘頼りである。雑貨カフェ「yanni（ヤンニ）」にてアルバイト中。
岡田真由（おがた まゆ）
雑貨カフェ「yanni」のオーナー。6月21日生まれ。A型。

## 書籍情報
- 山田南平『空色海岸』白泉社〈花とゆめコミックス〉、全6巻
  1. 2007年1月19日発売、ISBN 978-4-592-18404-1
  2. 2007年8月17日発売、ISBN 978-4-592-18405-8
  3. 2007年11月19日発売、ISBN 978-4-592-18406-5
  4. 2008年2月19日発売、ISBN 978-4-592-18490-4
  5. 2008年9月19日発売、ISBN 978-4-592-18491-1
  6. 2008年12月19日発売、ISBN 978-4-592-18492-8
- 山田南平『空色海岸』白泉社〈白泉社文庫〉、全3巻
  1. 2012年11月15日発売、ISBN 978-4-592-89017-1
  2. 2012年11月15日発売、ISBN 978-4-592-89018-8
  3. 2013年1月16日発売、ISBN 978-4-592-89019-5